# Exposé (álbum)
| Críticas profissionais                                                      | Críticas profissionais |
| Avaliações da crítica                                                       | Avaliações da crítica  |
| Fonte                                                                       | Avaliação              |
| --------------------------------------------------------------------------- | ---------------------- |
| Allmusic                                                                    | [ 1 ]                  |
| Entertainment Weekly                                                        | B+                     |
| Wilson & Alroy's                                                            | [ 3 ]                  |
| Esta tabela precisa de ser acompanhada por texto em prosa. Consulte o guia. |                        |

Exposé é o terceiro álbum de estúdio do grupo de freestyle Exposé, lançado em 9 de Outubro de 1992 pela gravadora Arista Records. Inclui os singles "I Wish the Phone Would Ring", "I'll Never Get Over You Getting Over Me", "As Long as I Can Dream" e "In Walked Love". O estilo de música desse álbum está mais voltado para o contemporâneo adulto e possui menos canções de estilo freestyle.
Esse álbum teve mais Ann Curless nos vocais principais do que nos álbuns anteriores, ela canta como vocalista principal nas faixas 
"I Think I'm in Trouble", "As Long as I Can Dream", "In Walked Love", e "Angel". Esse álbum também marca a estreia de Kelly Moneymaker como membro do grupo, pois Gioia Bruno teve que se retirar do grupo devido a sua perda de voz.

## Faixas
| N.º | Título                                    | Duração |  |
| 1.  | "I Think I'm in Trouble"                  | 4:16    |  |
| 2.  | "You Don't Know What You Got"             | 4:20    |  |
| 3.  | "I Wish the Phone Would Ring"             | 4:06    |  |
| 4.  | "As Long as I Can Dream"                  | 4:49    |  |
| 5.  | "In Walked Love"                          | 4:51    |  |
| 6.  | "I'll Never Get Over You Getting Over Me" | 3:49    |  |
| 7.  | "Angel"                                   | 5:14    |  |
| 8.  | "Face to Face"                            | 4:22    |  |
| 9.  | "I Specialize in Love"                    | 3:53    |  |
| 10. | "Touch and Go"                            | 4:45    |  |
| 11. | "The Same Love"                           | 3:59    |  |
| 12. | "Give Me All Your Love"                   | 5:31    |  |

Edição da Alemanha
| N.º | Título                                      | Duração |  |
| 13. | "I Wish the Phone Would Ring" (Exposed Mix) | 5:04    |  |

## Certificações
| País                  | Certificação | Data                   | Vendas certificadas |
| --------------------- | ------------ | ---------------------- | ------------------- |
| Estados Unidos - RIAA | Ouro         | 29 de Novembro de 1994 | 500,000             |

## Posições nas paradas musicais
| Parada musical (1992)          | Melhor posição |
| ------------------------------ | -------------- |
| Estados Unidos - Billboard 200 | 135            |
| Estados Unidos - R&B Albums    | 93             |